# Franz Anton Dimmler
Franz Anton Dimmler, mit Nachnamen auch Dimler und Dümmler, (* 14. Oktober 1753 in Mannheim; † 7. Februar 1827 in München) war ein deutscher Komponist und klassischer Instrumentalmusiker.

## Leben und Werk
Dimmler war Schüler von Joseph Zivny im Fach Horn und von Abbé Vogler im Fach Komposition.
1767 wurde Dimmler Waldhornist der Hofkapelle in Mannheim. 1778 kam er durch die Verlegung des Hofes von Pfalzgraf, Kurfürst und Erzherzog Karl Theodor nach München. Er wurde dort allerdings Kontrabassists.
Von Dimmler sind Symphonien, Konzerte, Quartette und Trios handschriftlich erhalten. Die sechs Trios wurden beim Münchener Musikverlag M. Falter gedruckt. Dimmler schrieb auch  die Operetten Der Guckkasten (1794), Die Schatzgräber (1798) und  Die Zobeljäger. Besonders berühmt sind seine um die 185 Ballettmusiken.